# San Carlos de Bolívar
Bolívar is een plaats in het Argentijnse bestuurlijke gebied Bolívar in de provincie Buenos Aires. De plaats telt 24.094 inwoners.